# Kisangani
Kisangani (tidligere kendt som Stanleyville) er en by i den nordlige del af Demokratiske Republik Congo, med et indbyggertal (pr. 2004) på cirka 682.000. Byen ligger ved breden af Congofloden, og dens tidligere navn Stanleyville skyldtes at den blev grundlagt af den opdagelsesrejsende Henry Morton Stanley.
0°31′N 25°12′Ø / 0.517°N 25.200°Ø
- Wikimedia Commons har flere filer relateret til Kisangani